# Приморски хребет
Приморският хребет (на руски: Приморский хребет) е планински хребет в Южен Сибир, разположен на територията на Иркутска област, Русия. Простира се на протежение от 350 km от югозападния край на езерото Байкал покрай западния му бряг. В района на изворите на река Лена се свързва с простиращия се също покрай брега на езерото Байкалски хребет. Максимална височина връх Триглав Голец 1746 m (53°51′54″ с. ш. 107°52′29″ и. д. / 53.865° с. ш. 107.874722° и. д.), издигащ се в северната му част, срещу остров Олхон в езерото Байкал. Изграден е основно от протерозойски пясъчници, варовици, гнайси и гранити. Със скалисти обриви стръмно се спуска към бреговете на езерото, а западните му склонове, обърнати към Лено-Ангарското плато са полегати. Силно развити карстови форми. От него водят началото малки, къси и бурни реки (Анга, Голоустная и др.) вливащи се в Байкал, няколко леви притока на Лена (Иликта, Манзурка и др.) и няколко малки десни притоци на Ангара. Склоновете му са покрити с борови и лиственични гори, а източните склонове в северната му половина са заети от степни пространства.

## Топографска карта
- Топографска карта N-48-Г; М 1:500 000[2]